# Queanbeyan River
Queanbeyan River är ett vattendrag i Australien. Det ligger i territoriet Australian Capital Territory, i den sydöstra delen av landet, omkring 10 kilometer öster om huvudstaden Canberra.
Runt Queanbeyan River är det i huvudsak tätbebyggt. Runt Queanbeyan River är det ganska tätbefolkat, med 80 invånare per kvadratkilometer. Genomsnittlig årsnederbörd är 990 millimeter. Den regnigaste månaden är februari, med i genomsnitt 169 mm nederbörd, och den torraste är maj, med 39 mm nederbörd.